# 岸田貢宜

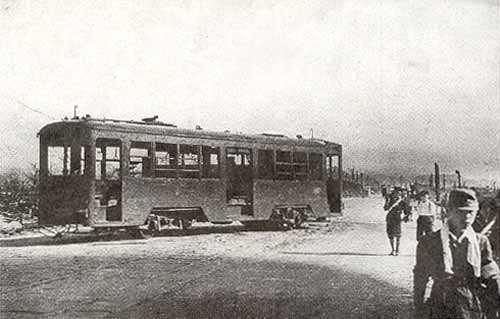
岸田が撮影した被爆後3日目の広島電鉄651号車 / 爆心地から約700m、中電前電停付近。現在も現役で走行中。

岸田 貢宜（きしだ みつぎ、1916年 - 1988年）は、日本の写真館経営者・写真家。原爆投下翌日の広島市街の惨状を撮影したことで知られる。

## 人物
- 1916年生まれ。広島市にて「キシダ写真館」を営む。
- 1945年、広島師団司令部報道班員として原爆被災写真を記録におさめる。

## 主な仕事
1945年8月7日、爆心地から500mほどの場所から被爆写真を撮影し記録に残した。
自宅跡（中区本通）、県産業奨励館（現：原爆ドーム）、帝国銀行広島支店（現：広島アンデルセン）、芸備銀行（現：広島銀行）本店、広島ホテルの庭跡など。

## その他
2005年4月29日発行の『ニューヨーク・タイムズ』に岸田撮影の「8月7日の広島のパノラマ写真」使用の意見広告が掲載された。